# 1 de febrero
El 1 de febrero es el 32.º (trigésimo segundo) día del año en el calendario gregoriano. Quedan 333 días para finalizar el año y 334 en los años bisiestos.

## Acontecimientos
- 481: en Cartago (actual Túnez) el rey vándalo Hunerico organiza una conferencia entre obispos arrianos y católicos.
- 1327: en Londres, el adolescente Eduardo III accede al trono de Inglaterra, pero el país es controlado por su madre Isabel de Francia y el amante de esta, Roger Mortimer.
- 1524: en Londres, unos 20 000 pobladores abandonan sus hogares y se dirigen a terrenos más altos, en espera de la inundación que producirá el fin del mundo. Fue profetizada en junio de 1523 por los más prestigiosos astrólogos de Inglaterra.[1]
- 1662: en China, el general Koxinga invade la isla de Taiwán después de un sitio de nueve meses.
- 1724: en Guárico (Venezuela) se funda la aldea de Calabozo.
- 1770: En Nueva Orleans el gobernador ilustrado español-estadounidense Luis de Unzaga y Amézaga legaliza la actividad farmacéutica en Luisiana, pionera en Norteamérica.
- 1771: en Londres se publica la primera edición de la Encyclopedia britannica.
- 1793: Francia declara la guerra a Inglaterra.
- 1814: en Filipinas, erupciona el volcán Mayón. Mueren más de 1200 personas. Fue la erupción más devastadora de ese volcán.
- 1815: llega a Venezuela un ejército español de 10 000 hombres al mando del general Pablo Morillo.
- 1820: en el norte de la provincia de Buenos Aires, 20 km al norte de la aldea Pergamino, el ejército federal vence al ejército unitario en la Primera batalla de Cepeda. Termina el gobierno centralizado de Buenos Aires.
- 1835: en la República de Mauricio se abole la esclavitud.
- 1851: Honduras y El Salvador, que habían invadido Guatemala, son rechazadas en la batalla de La Arada.
- 1859: una comisión nombrada por el Secretario de Fomento de Francia presenta sus conclusiones para establecer un patrón de diapasón musical, que terminaría por extenderse más allá de dicho país.
- 1881: en Barcelona se publica el primer número del diario La Vanguardia, uno de los de mayor circulación en España.
- 1881: en Panamá, los estadounidenses inauguran las obras de construcción del canal transoceánico.
- 1884: se publica el primer volumen (desde A hasta Ant) del Oxford English Dictionary.
- 1861: en el marco de la guerra civil estadounidense, el estado de Texas abandona los Estados Unidos de América y se incorpora a los desaparecidos Estados Confederados de América.
- 1867: en el marco de la Segunda intervención francesa en México, las tropas republicanas, al mando del general Mariano Escobedo, vencen a las tropas imperialistas, al mando del general Miguel Miramón, en la Batalla de San Jacinto, en la hacienda del mismo nombre, en Aguascalientes.
- 1887: en La Plata, Argentina se inaugura el Cementerio de La Plata, cuyo diseño replica al trazado de la ciudad.[2]
- 1893: en West Orange, cerca de Nueva Jersey, termina la construcción del Black María, el primer estudio cinematográfico, creado por el inventor Thomas A. Edison.
- 1897: en Seúl (Corea del Sur) se abre el banco más antiguo de ese país, el Shinhan Bank.
- 1900: en la ciudad de Frankfort (Estados Unidos), el gobernador Taylor toma posesión de varios edificios gubernamentales, con ayuda de simpatizantes armados y tropas estatales.
- 1900: en los Estados Unidos, unos 8000 trabajadores de la Great Northern Railway anuncian que están listos para iniciar una huelga general.
- 1900: el doctor Robert Koch reitera su teoría de que la malaria es transmitida por los mosquitos.
- 1900: en el protectorado francés de Argelia, se inaugura la línea férrea de Aïn Séfra a Djennienbou.
- 1900: en la taberna modernista Els Quatre Gats (de Barcelona), el pintor Pablo Picasso realiza su primera muestra individual de dibujos.
- 1901: Pablo Picasso y F. Soler fundan la revista Arte Joven, de la que se publicarán 5 números.
- 1902: en China se adoptan medidas liberalizadoras y europeizantes.
- 1902: en el Imperio Ruso se desata una huelga general estudiantil.
- 1905: en Rusia, el zar Nicolás II recibe a los representantes de los obreros de San Petersburgo.
- 1907: en Bilbao se estrena la obra El intruso, de Vicente Blasco Ibáñez.
- 1908: en Terreiro do Paco (Lisboa) mueren en un atentado el rey Carlos I y su hijo, el príncipe heredero, Luis Felipe.
- 1910: en Palermo, Buenos Aires, República Argentina, se funda el Club Atlético Excursionistas.
- 1911: en los muelles de Jersey City (Nueva Jersey) estalla una lancha cargada de dinamita; perecen 25 personas y más de mil resultan heridas.
- 1912: en España se funda la Escuela Naval Militar.
- 1913: en Madrid se inaugura el reconstruido Teatro de la Zarzuela, que se había incendiado tres años antes.
- 1914: En Paraná, Entre Ríos, República Argentina, se funda el Club Atlético Patronato de la Juventud Católica, conocido simplemente como "Patronato".
- 1915: en el marco de la Primera Guerra Mundial, un submarino alemán torpedea cuatro navíos mercantes británicos.
- 1917: Alemania declara la guerra submarina total, por lo que cualquier buque puede ser atacado sin previo aviso.
- 1918: en el Estado de Yucatán (México) Salvador Alvarado entrega sus poderes.
- 1918: la Unión Soviética adopta el calendario gregoriano.
- 1919: Konrad Adenauer, alcalde de Colonia, proyecta la fundación de la República Federal de Alemania (1949-1990).
- 1923: regresan a España, tras 18 meses de negociaciones, los presos españoles en poder de Abd el-Krim. Desde el Vaticano, el papa Pío XI recomienda plegarias públicas para evitar una nueva guerra.
- 1923: en Alemania la inflación parece no detenerse: un dólar se cambia por 47 500 marcos.
- 1924: Gran Bretaña reconoce a la Unión Soviética (creada siete años antes).
- 1925: en Berlín (Alemania) se reúne por primera vez el Frente de los Combatientes Rojos (organización armada del Partido Comunista de Alemania). Propone «unificar las fuerzas proletarias» para combatir el militarismo y el fascismo.
- 1925: en el teatro Talía de Barcelona se celebra un campeonato de 36 horas de baile.
- 1926: en Alemania concluye la ocupación de Colonia.
- 1927: el presidente mexicano Plutarco Elías Calles ordena a todos los sacerdotes católicos que se registren ante las autoridades federales.
- 1930: en España se instaura la «dictablanda» (juego de palabras con «dictadura»), tras el nombramiento en Madrid del general Dámaso Berenguer como jefe del Consejo de Ministros, con el encargo del rey de preparar la vuelta al régimen constitucional anterior a 1923.
- 1931: en Argentina es fusilado el militante anarquista Severino Di Giovanni.
- 1932: Puyi, último emperador de China, proclama el estado independiente de Manchuria con el apoyo de las fuerzas japonesas.
- 1935: en el teatro María Guerrero (Madrid) se estrena el poema El sol de Ayacucho de Francisco Villaespesa.
- 1938: en Salamanca finalizan las proclamas radiofónicas del general Gonzalo Queipo de Llano.
- 1939: en Checoslovaquia, un decreto prevé la expulsión de todos los judíos extranjeros en un plazo de seis meses.
- 1940: las tropas soviéticas desencadenan, por sorpresa, una ofensiva contra Finlandia en la región de Summa.
- 1940: los artistas belgas René Magritte y Raoul Ubac lanzan la revista La Invención Colectiva.
- 1940: en Belgrado se celebra la conferencia de los Estados balcánicos sobre la paz.
- 1940: en Colombia, inicia sus operaciones Radio Nacional de Colombia.
- 1941: en España se constituye la Renfe (Red Nacional de los Ferrocarriles Españoles).
- 1941: en la Unión Soviética se inaugura la línea regular aérea hasta el mar de Bering.
- 1942: en Noruega, Josef Terboven, Comisario del Reich (Alemania nazi) para la Noruega Ocupada nombra a Vidkun Quisling como primer ministro títere.
- 1942: en el campo de concentración de Buchenwald, se llevan a cabo los primeros experimentos con seres humanos sobre el tifus exantemático.
- 1942: en Estados Unidos ―en el marco de la Segunda Guerra Mundial (1939-1945)― comienza a transmitir Voice of America (La Voz de Estados Unidos), el servicio oficial de radio y televisión para el exterior producido por el Gobierno federal de ese país. Sus programas estaban dedicados a las áreas controladas por las fuerzas del Eje.
- 1944: en la Unión Soviética se modifica la primera Constitución de 1918.
- 1946: Hungría proclama la república; Zoltán Tildy es nombrado presidente.
- 1946: el noruego Trygve Lie, elegido primer secretario general de la ONU.
- 1946: el gobierno español autoriza la recuperación de la nacionalidad a los ciudadanos que la hubieran perdido por militar en los ejércitos beligerantes.
- 1947: en la Italia de la posguerra, Alcide de Gasperi forma gobierno con cristianodemócratas, comunistas y socialistas.
- 1949: el Banco de México vincula la cotización del peso a la del dólar, con el propósito de consolidarlo y reducir la diferencia entre el valor representativo de la moneda y el adquisitivo.
- 1950: en Finlandia, Urho Kekkonen es elegido presidente del Consejo.
- 1951: en el sitio de pruebas de Nevada ―en el marco de la operación Ranger―, Estados Unidos detona la bomba atómica Easy (de 1 kilotón), la décima de la Historia humana.
- 1952: en España se estrena la película La niña de la venta, dirigida por Ramón Torrado y protagonizada por Lola Flores y Manolo Caracol.
- 1952: en Milán (Italia), Enrico Baj y Sergio Dangelo publican el manifiesto de la «pintura nuclear».
- 1952: en Nueva York, la Asamblea General de las Naciones Unidas condena a la Unión Soviética por violar el tratado ruso-chino de amistad, firmado en 1945.
- 1953: en los Países Bajos, tras un temporal de lluvia y viento que dura varios días, la marea sube enormemente, causando la rotura de varios diques y provocando 1835 muertos y 300 000 damnificados.
- 1954: en España, la organización Falange Española Tradicionalista y de las JONS (Juntas de Ofensiva Nacional Sindicalista) constituye la Junta Nacional de la Vieja Guardia.
- 1955: en Bogotá, Colombia, se fundó la Universidad Pedagógica Nacional Femenina (actual Universidad Pedagógica Nacional de Colombia desde 1962).
- 1956: en Colombia, los profesores universitarios José Chaus y Álvaro Angulo publican el opúsculo Opiniones acerca de la normalización institucional en ese país.
- 1956: en Europa se vive una gran ola de frío que afecta a todo el continente.
- 1957: el alcalde de Sabadell (Cataluña), J. M. Marcet, presenta un informe al dictador Franco sobre la discriminación económica de la que es objeto Cataluña.
- 1958: en El Cairo, Egipto y Siria se unen, formando la República Árabe Unida, posteriormente disuelta.
- 1959: cerca del pico Otorten, en los montes Urales (en la Unión Soviética) mueren nueve excursionistas. No se sabe el motivo de su muerte. Esta tragedia se conoce como accidente del paso Diatlov.
- 1960: los ministros de la CEE (Comunidad Económica Europea) estudian la admisión de Grecia.
- 1960: en Argelia se rinden los rebeldes contra los franceses.
- 1961: Estados Unidos lanza el LGM-30 Minuteman, primer misil intercontinental con carburante sólido.
- 1964: el grupo británico The Beatles ocupa el primer lugar de la lista de éxitos en Estados Unidos con su canción I want to hold your hand.
- 1965: el atleta australiano Ron Clarke logra batir el récord mundial de los 5000 metros con un tiempo de 13 minutos y 33,6 segundos.
- 1966: el presidente estadounidense Lyndon B. Johnson exige al Congreso una concesión de 917 millones de dólares para «ayuda militar» y 2469 millones de dólares para préstamos (que endeudaron a diversos países tercermundistas).
- 1967: en España, se estrena la película El padre Manolo, dirigida por Ramón Torrado.
- 1968: en Ciudad del Cabo (Sudáfrica), el profesor Christiaan Barnard realiza satisfactoriamente su segundo trasplante de corazón.
- 1968: en el marco de la guerra de Vietnam, el jefe de la policía survietnamita, general Nguyen Ngoc Loan (1930-1998) asesina a un prisionero norvietnamita ante las cámaras de NBC. En los Estados Unidos, esta imagen aumentó la oposición a la invasión estadounidense.[3]
- 1969: la Cruz Roja Internacional reanuda los envíos a la desaparecida República de Biafra, actual región de Nigeria.
- 1970: en Colombia se registran graves enfrentamientos entre los partidarios del candidato Gustavo Rojas Pinilla y los progubernamentalistas, ante la proximidad de la campaña electoral para cubrir la presidencia del país.

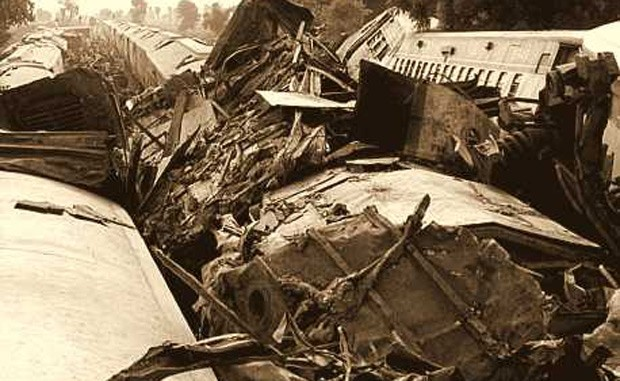
Una colisión de trenes en Argentina provoca 236 muertos.

- 1970: en la ciudad argentina de Benavídez (provincia de Buenos Aires), colisionan dos trenes, dejando un saldo de 236 muertos. Es la mayor tragedia ferroviaria del país hasta la actualidad.
- 1973: en España se celebra un «consejo de guerra» contra seis estudiantes acusados de incendiar el consulado francés; cinco son condenados a 30 años de prisión y el sexto es absuelto.
- 1973: las compañías aéreas estadounidenses anulan los pedidos del avión francobritánico Concorde.
- 1979: en Teherán (Irán), el líder político-religioso Ruhollah Jomeini entra triunfante tras el éxito de la revolución y el exilio del Sah.
- 1980: en la ciudad de Guatemala, la policía guatemalteca tortura hasta matar al campesino maya Gregorio Iujá-Yoná, quien había sido el único sobreviviente ―aunque con quemaduras graves― de la Matanza en la embajada española en Guatemala.
- 1981: Francia suministra a Irak 60 aviones del tipo Mirage.
- 1982: en España, las provincias de Oviedo y Santander se convierten en las comunidades autónomas uniprovinciales de Asturias y Cantabria, respectivamente.
- 1985: en Filipinas comienza el juicio por el asesinato de Benigno Aquino.
- 1986: en Nueva Delhi (India), el papa Juan Pablo II es recibido entre manifestaciones populares de protesta y grandes medidas de seguridad.
- 1990: el gobierno de Alemania Occidental adopta la resolución de efectuar negociaciones con Alemania Oriental para el establecimiento de una unión monetaria.
- 1991: en Pakistán, un terremoto de magnitud 6,8 en la escala de Richter sacude el norte del país y causa más de 300 muertos, unos 500 heridos y destruye numerosas poblaciones.
- 1992: en España, Hacienda acuerda retener el 25 % de los premios en metálico entregados en los concursos de televisión que excedan de 100 000 pesetas.
- 1993: en la Comunidad Valenciana se constituye la Policía Autónoma.
- 1994: la banda de punk Green Day lanza su tercer álbum de estudio Dookie, álbum donde la banda consigue ser reconocida en todo el mundo
- 1996: en Estados Unidos, el Congreso aprueba la Communications Decency Act (Ley de Decencia en las Telecomunicaciones).
- 1998: en Sri Lanka, el ejército asesina a más de 3000 rebeldes tamiles durante una batalla en el norte del país.
- 1998: en el Reino Unido se constituye como delito la tenencia de armas de fuego cortas.
- 1998: en los Estados Unidos, Lillian E. Fishburne se convierte en la primera mujer afroestadounidense en ser nombrada comodora.
- 1999: en Francia, la Société Générale (SG) y el Banco Paribas ―dos de las principales entidades financieras francesas― anuncian su fusión. La nueva entidad, BNP Paribas, se convierte en el tercer banco europeo y el cuarto mundial.
- 2000: en España entra en vigor la nueva Ley de Extranjería.
- 2002: en Pakistán, el terrorista musulmán Jálid Sheij Mojámed decapita a Daniel Pearl (periodista estadounidense y director de la Oficina para el Sur de Asia del diario Wall Street Journal), quien había sido secuestrado el 23 de enero de 2002.
- 2003: el transbordador espacial Columbia estalla al volver a la Tierra. Mueren sus siete tripulantes.
- 2003: en Francia entra en vigor el Tratado de Niza.
- 2003: en Zimbabue mueren 40 personas en un choque de trenes.
- 2004: un equipo de científicos rusos y estadounidenses dan a conocer la obtención de dos nuevos elementos químicos, el nihonio (Nh, n.º atómico 113), y el moscovio (Mc, n.º atómico 115).
- 2004: en Arabia Saudita una estampida durante la peregrinación musulmana anual a la sagrada ciudad de La Meca produce 251 muertos y 244 heridos.
- 2004: en Irán, un centenar de diputados reformistas presentan su dimisión en protesta por el rechazo del Consejo de Guardianes a los candidatos aperturistas.
- 2004: en Houston (Estados Unidos), en el marco del Super Bowl XXXVIII, el cantante Justin Timberlake involuntariamente le rompe una sección de la ropa a la cantante Janet Jackson, y uno de los pechos de ella resulta expuesto. Esto genera que los medios de comunicación estadounidenses se adhieran con mayor rigidez a las pautas de censura de la Comisión Federal de Comunicaciones.
- 2004: En Colombia finalizó la transmisión de Canal A
- 2004: en Dubái se inicia la construcción del edificio Burj Dubái.
- 2005: se descubre el gen que desencadena en el cerebro el inicio de la pubertad.
- 2005: se descubre la proteína que provoca la resistencia a la insulina y, como consecuencia, el desencadenamiento de la diabetes mellitus tipo II.
- 2005: se identifica, por primera vez, un mecanismo molecular en el hígado que se activa con las grasas saturadas de los alimentos, elevando la producción de LDL (el colesterol perjudicial) en la sangre.
- 2005: en Nepal, el rey Guianendra, montado en un discurso moralizador contra la corrupción política, abole la democracia y asume la totalidad de los poderes en un ambiente de aprobación popular.
- 2005: en Bruselas (Bélgica) es detenido Youssef Belhadj, presunto portavoz de Al Qaeda en Europa.
- 2005: en Leganés (Madrid) la policía detiene a cuatro marroquíes, miembros de una misma familia, por su presunta relación con los Atentados del 11 de marzo de 2004.
- 2005: la Asamblea Nacional Francesa aprueba el proyecto de ley de reforma constitucional para salvar las incompatibilidades con la Constitución Europea.
- 2006: en las afueras de la ciudad de Bilbao (España), la banda terrorista ETA hace estallar una bomba en un edificio de Correos, sin causar daños de importancia.
- 2006: en la madrileña localidad de Fuenlabrada, un equipo de investigadores descubre un importante yacimiento arqueológico datado provisionalmente entre el siglo III y el VI, en el que se han localizado al menos 200 tumbas visigodas, una gran villa romana y dos necrópolis.
- 2006: en Río de Janeiro (Brasil) las lluvias torrenciales causan más de una docena de víctimas mortales.
- 2006: el buque cisterna Ece se hunde en las aguas del Canal de la Mancha con unas 10 000 toneladas de ácido.
- 2009: en España, un tornado en Málaga causa importantes daños materiales.
- 2012: en Puerto Saíd (Egipto) suceden incidentes en un partido de fútbol, que dejan 74 muertos y 1000 heridos. (Tragedia de Puerto Saíd).
- 2013: en Londres se inaugura The Shard, el edificio más alto de la Unión Europea.
- 2018: se estrena en televisión #Vamos de Movistar + el programa La Resistencia.
- 2019: en México se registra un sismo de 6,5 Mw con epicentro en Chiapas, lográndose percibir en Guatemala y El Salvador así como al sur y centrosur de México sin dejar daños ni víctimas.
- 2019: se anunció oficialmente el cese de operaciones de Machinima, Inc. después de casi 20 años activo, que dejó sin empleo a 81 trabajadores.[4]
- 2021: En Birmania, ocurre un golpe de Estado que derroca del poder a Aung San Suu Kyi e instaura un gobierno militar bajo el mando del entonces comandante en jefe de las Fuerzas Armadas, Min Aung Hlaing.

## Nacimientos
- 1447: Everardo VI de Wurtemberg, noble alemán, (f. 1504).

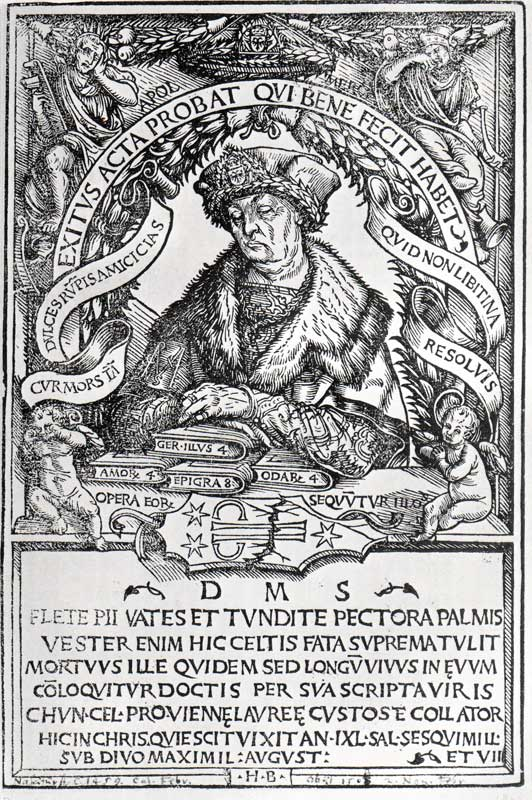
Conrad Celtis.

- 1459: Conrad Celtis, poeta alemán (f. 1508).
- 1462: Johannes Trithemius, criptógrafo alemán (f. 1516).
- 1552: Edward Coke, jurista inglés (f. 1634).
- 1659: Jacob Roggeveen, explorador neerlandés (f. 1729).
- 1673: Alessandro Marcello, compositor italiano (f. 1747).
- 1690: Francesco María Veracini, violinista y compositor italiano (f. 1768).
- 1701: Johan Agrell, compositor alemán de origen sueco (f. 1765).
- 1710: Konrad Ernst Ackermann, actor alemán (f. 1771).
- 1758: Agustín de Betancourt, ingeniero español (f. 1824).
- 1761: Christian Hendrik Persoon, micólogo sudafricano (f. 1836).
- 1787: Juan Rege Corvalán, militar y político argentino (f. 1830).
- 1790: Claudio Linati, pintor y litógrafo Italiano (f. 1842).
- 1796: Abraham Emanuel Fröhlich, poeta suizo (f. 1865).
- 1801: Thomas Cole, pintor estadounidense de origen británico (f. 1848).
- 1801: Emile Littré, lexicógrafo y filósofo francés (f. 1881).
- 1805: Louis Auguste Blanqui, revolucionario socialista francés (f. 1881).

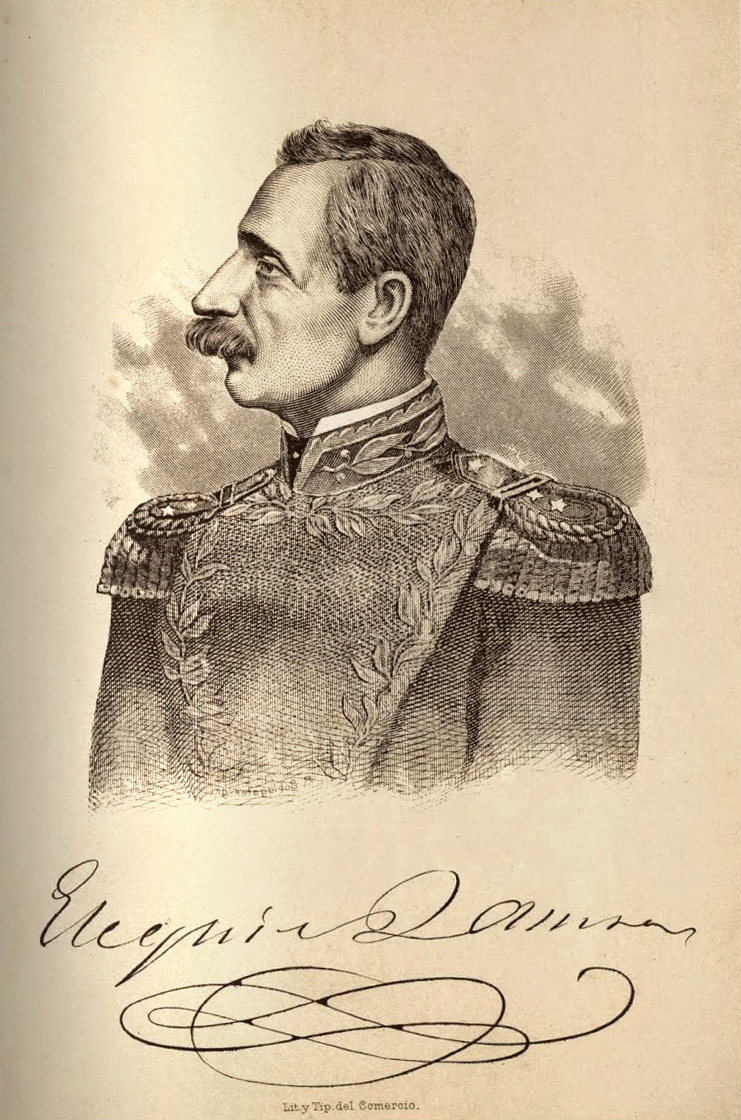
Ezequiel Zamora.

- 1817: Ezequiel Zamora, militar y político venezolano, participante de la Guerra Federal (f. 1860).
- 1837: Gustave García, barítono italiano (f. 1925).
- 1842: José María Esquerdo, psiquiatra español (f. 1912).
- 1844: Stanley Hall, psicólogo estadounidense (f. 1924).
- 1847: Eduardo Torroja y Caballé, matemático español (f. 1918).
- 1851: Jaime Ferrán, médico español (f. 1929).
- 1857: Vladímir Béjterev, neurólogo y psiquiatra ruso (f. 1927).
- 1858: Ricardo Gil, escritor español (f. 1908).
- 1858: Ignacio Bonillas, ingeniero, político y diplomático mexicano (f. 1942).
- 1859: Julio Burell, periodista y político español (f. 1919).
- 1859: Victor Herbert, compositor irlandés (f. 1924).
- 1862: Cecilio Báez, político, catedrático y periodista paraguayo (f. 1941).
- 1868: Ștefan Luchian, pintor rumano (f. 1916).
- 1870: Erik Adolf von Willebrand, médico finlandés (f. 1949).
- 1872: Clara Butt, mezzosoprano británica (f. 1936).

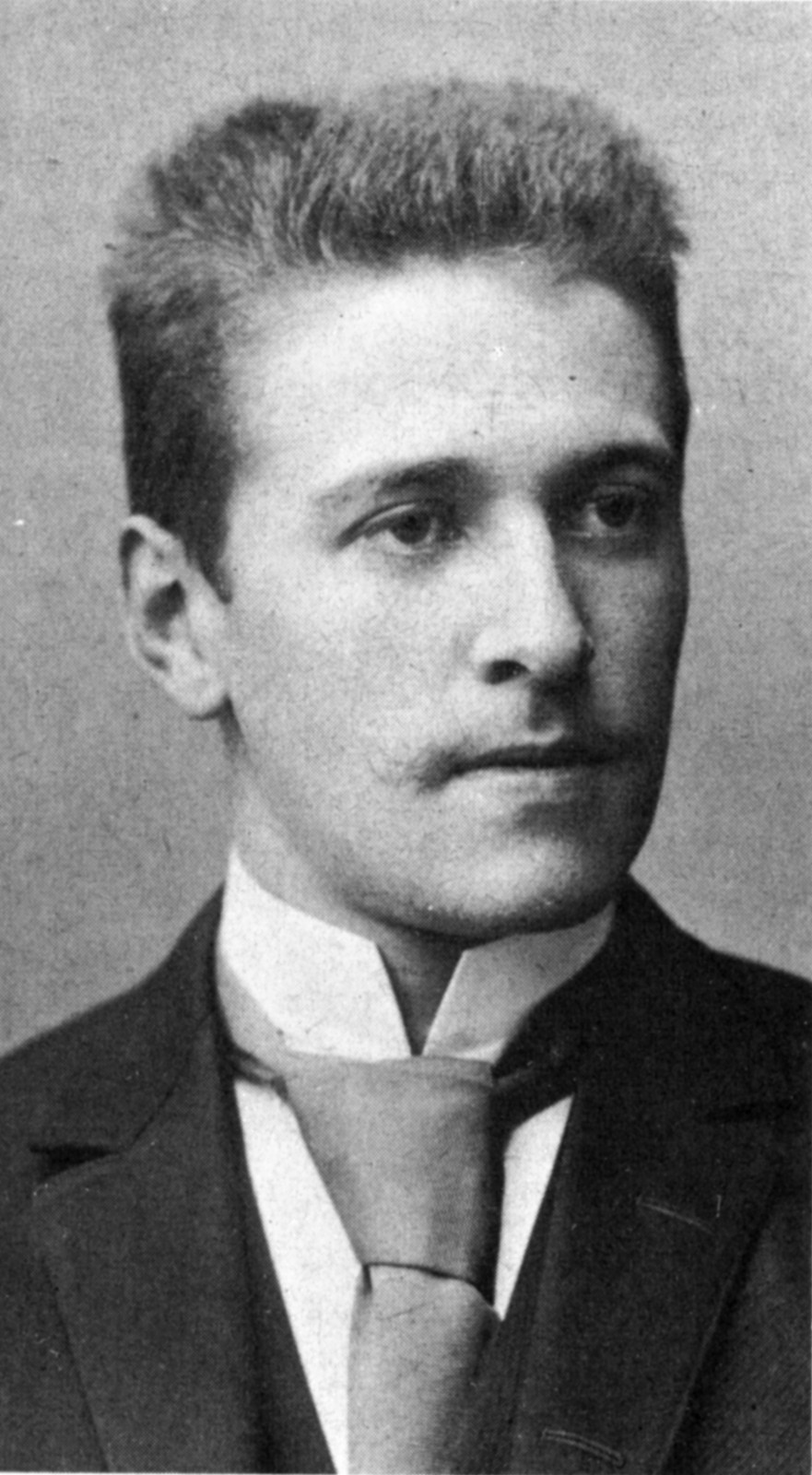
Hugo von Hofmannsthal.

- 1874: Hugo von Hofmannsthal, escritor austríaco (f. 1929).
- 1876: Francisco Gómez-Jordana Sousa, militar y diplomático español (f. 1944).
- 1878: Alfréd Hajós, nadador y arquitecto húngaro (f. 1955).
- 1878: Milan Hodža, político eslovaco (f. 1944).
- 1880: Antonio Guarnieri, director de orquesta italiano (f. 1952).
- 1882: Louis St. Laurent, político canadiense (f. 1973).
- 1884: Yevgeni Zamiatin, escritor ruso (f. 1937).
- 1890: Germaine Lubin, soprano francesa (f. 1979).
- 1891: Corradino D'Ascanio ingeniero italiano (f. 1981).
- 1894: John Ford, cineasta estadounidense (f. 1973).
- 1894: James P. Johnson, compositor y pianista estadounidense (f. 1955).
- 1896: Anastasio Somoza García, militar, político y dictador nicaragüense (f. 1956).
- 1896: Alfonso Caso, arqueólogo mexicano (f. 1970).
- 1898: Leila Denmark, pediatra y supercentenaria estadounidense (f. 2012).
- 1901: Frank Buckles, último veterano estadounidense sobreviviente de la Primera Guerra Mundial (f. 2011).

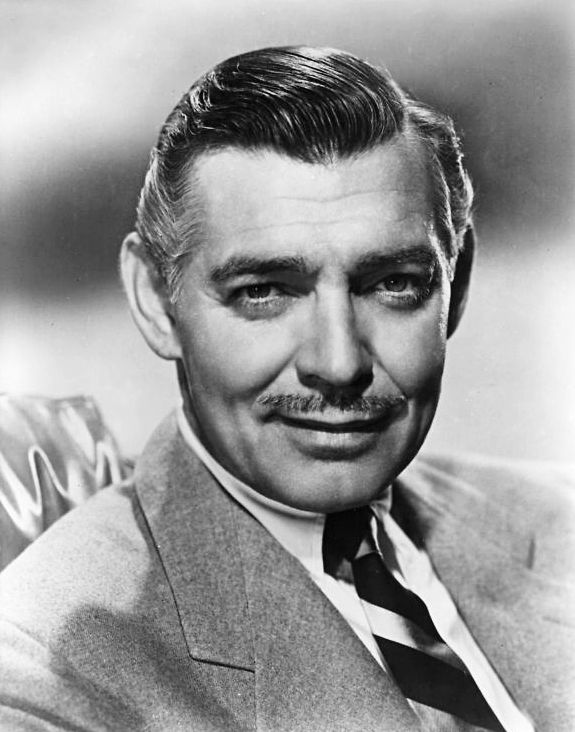
Clark Gable.

- 1901: Clark Gable, actor estadounidense (f. 1960).
- 1902: Langston Hughes, escritor afroestadounidense (f. 1967).
- 1904: Franciska Gaal, cantante y actriz húngara (f. 1972).
- 1904: Gerhard Wartenberg, anarcosindicalista alemán (f. 1942).
- 1905: Rodolfo Orlandini, fue un futbolista y entrenador argentino. (f. 1990).
- 1905: Emilio Gino Segrè, físico italo-estadounidense, premio Nobel de Física en 1959 (f. 1989).
- 1907: Günter Eich, escritor y compositor alemán (f. 1972).
- 1907: Mozart Camargo Guarnieri, compositor brasileño (f. 1993).
- 1907: Sándor Veress, compositor húngaro (f. 1992).
- 1909: George Beverly Shea, cantautor y centenario canadiense (f. 2013).
- 1912: Vittorio Mosele, futbolista y entrenador italiano (f. 1982).
- 1914: Hernando Avilés, cantante puertorriqueño (f. 1986).
- 1915: Rolando Vera, luchador mexicano (f. 2001).
- 1915: Stanley Matthews, futbolista británico (f. 2000).
- 1915: Alicia Rhett, actriz y pintora estadounidense (f. 2014).
- 1916: Alonso Zamora Vicente, filólogo, dialectólogo, lexicógrafo y escritor español (f. 2006).
- 1916: George Mackey, matemático estadounidense (f. 2006).
- 1917: A. K. Hangal, actor indio (f. 2012).
- 1917: José Luis Sampedro, humanista, economista y escritor español (f. 2013).
- 1918: Montserrat Abelló, poetisa y traductora española (f. 2014).
- 1918: Carlos Fayt, juez argentino de la Corte Suprema. (f. 2016).
- 1918: Muriel Spark, escritora escocesa (f. 2006).
- 1918: Ignacy Tokarczuk, arzobispo polaco (f. 2012).
- 1921: Nando Gonzáles, futbolista español. (f. 1988).
- 1921: Peter Sallis, actor británico. (f. 2017).
- 1921: Teresa Mattei, partisana italiana, política y activista por los derechos de la mujer y de la infancia (f. 2013).
- 1921: Zao Wou-Ki, pintor francochino (f. 2013).

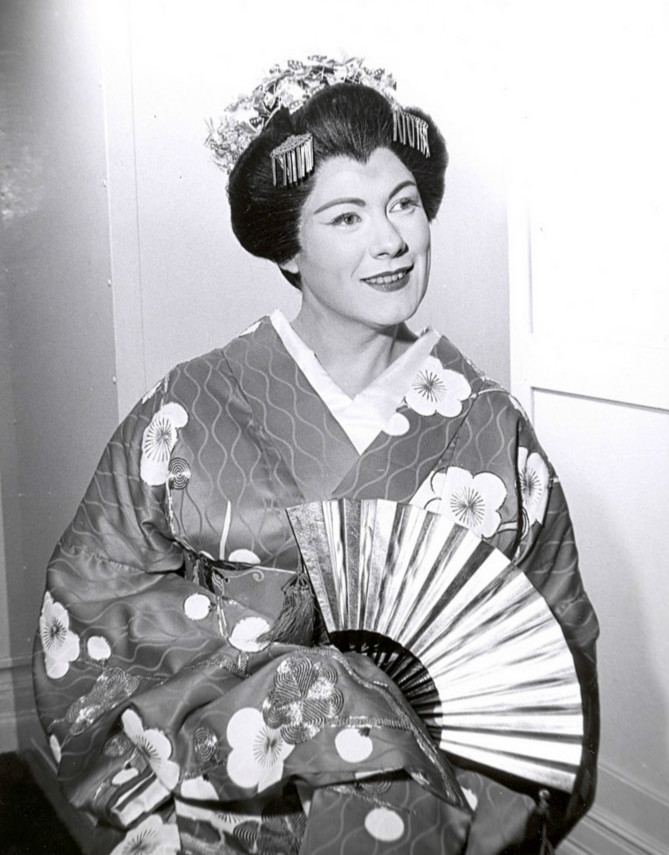
Renata Tebaldi.

- 1922: Renata Tebaldi, soprano italiana (f. 2004).
- 1922: María Baida, médica militar soviética y Heroína de la Unión Soviética (f. 2002)
- 1923: Ben Weider, escritor y empresario canadiense (f. 2008).
- 1924: Emmanuel Scheffer, entrenador germano-israelí de fútbol (f. 2012).
- 1926: Osvaldo Rodolfo Pérez,  es un exfutbolista argentino
- 1926: Vivian Maier, fotógrafa estadounidense (f. 2009).
- 1926: Noemí Simonetto, atleta argentina (f. 2011).
- 1927: Flaviano Labò, tenor italiano (f. 1991).
- 1927: Fernando Silva Espinoza, médico y escritor nicaragüense (f. 2016).
- 1928: Tom Lantos, político húngaro-estadounidense (f. 2008).
- 1928: Stuart Whitman, actor estadounidense (f. 2020).
- 1929: Basilio Lami-Dozo, militar argentino (f. 2017).
- 1930: Jorge Lindell Díaz, pintor español (f. 2015).
- 1930: Shahabuddin Ahmed, político bangladesí, presidente de Bangladés entre 1996 y 2001 (f. 2022).
- 1930: Hossain Mohammad Ershad, político bangladesí, presidente de Bangladés entre 1983 y 1990 (f. 2019).
- 1930: María Elena Walsh, escritora y cantautora argentina (f. 2011).
- 1931: Iajuddin Ahmed, político bangladesí, presidente de Bangladés entre 2002 y 2009 (f. 2012).

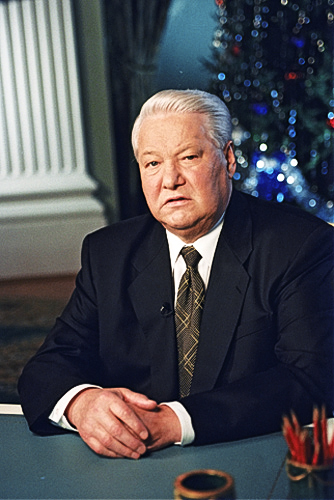
Borís Yeltsin.

- 1931: Borís Yeltsin, político ruso, presidente de Rusia entre 1991 y 1999 (f. 2007).
- 1933: Reynolds Price, escritor estadounidense (f. 2011).
- 1934: Bob Shane, cantante y guitarrista estadounidense, de la banda The Kingston Trio (f. 2020).
- 1935: Lélia González, política, profesora y antropóloga brasileña (f. 1994).
- 1937: Don Everly, músico estadounidense de la banda The Everly Brothers (f. 2021).
- 1937: Gerardo Masana, arquitecto y músico argentino, de la banda Les Luthiers (f. 1973).
- 1937: Garrett Morris, comediante estadounidense.
- 1937: Rafael Rodríguez Barrera, político mexicano (f. 2011).
- 1938: Sherman Hemsley, comediante y actor estadounidense (f. 2012).
- 1939: Diego Bonadeo, periodista deportivo argentino (f. 2016).
- 1939: Fritjof Capra, físico austriaco.
- 1939: Claude François, cantante francés (f. 1978).
- 1939: Joe Sample, pianista y tecladista estadounidense de jazz, de la banda The Crusaders (f. 2014).
- 1939: Yekaterina Maksímova, bailarina rusa (f. 2009).
- 1940: Bibi Besch, actriz austriaca (f. 1996).
- 1942: Terry Jones, actor, cineasta y guionista británico (f. 2020).
- 1942: Carlos Vallejos Sologuren, médico peruano.
- 1943: Enrique Guzmán, cantante y actor mexicano.
- 1944: Beba Granados, actriz y vedette argentina.
- 1944: Liliana Grinfeld, médica cardiocirujana argentina (f. 2015).
- 1944: Nicky Jones, cantante argentino.
- 1944: Dick Snyder, baloncestista estadounidense.
- 1945: Luisito Martí, humorista, cantante, músico y actor dominicano (f. 2010).
- 1946: Carol Neblett, soprano estadounidense (f. 2017).
- 1946: José Pesarrodona, ciclista español.
- 1946: Elisabeth Sladen, actriz británica (f. 2011).
- 1946: Pompeyo Torrealba, militar venezolano.
- 1947: Francesc Bellmunt, cineasta español.
- 1948: Rick James, músico estadounidense de funk y soul (f. 2004).
- 1948: Ferruccio Mazzola, futbolista y entrenador italiano (f. 2013).
- 1949: Xuan Xosé Sánchez Vicente, político y escritor español.
- 1951: Anastasio Somoza Portocarrero, militar y político nicaragüense.
- 1951: Tsui Hark, cineasta hongkonés.
- 1951: Sonny Landreth, guitarrista estadounidense de blues.
- 1952: Jenő Jandó, pianista húngaro.
- 1952: Roger Y. Tsien, científico estadounidense, premio nobel de química en 2008 (f. 2016).
- 1952: Owoye Andrew Azazi, general nigeriano (f. 2012).
- 1953: Periko Alonso, jugador y entrenador de fútbol español.
- 1954: Chuck Dukowski, cantautor y bajista estadounidense, de la banda Black Flag.
- 1954: Ignacio Coronel, narcotraficante mexicano (f. 2010).
- 1956: Exene Cervenka, músico estadounidense.
- 1958: Ramadan Shallah, académico palestino (f. 2020).
- 1958: Ryō Horikawa, seiyū japonés.
- 1959: Enma Iranzo Martín, política española.
- 1959: Pil Trafa, cantante argentino, de la banda Los Violadores (f. 2021).

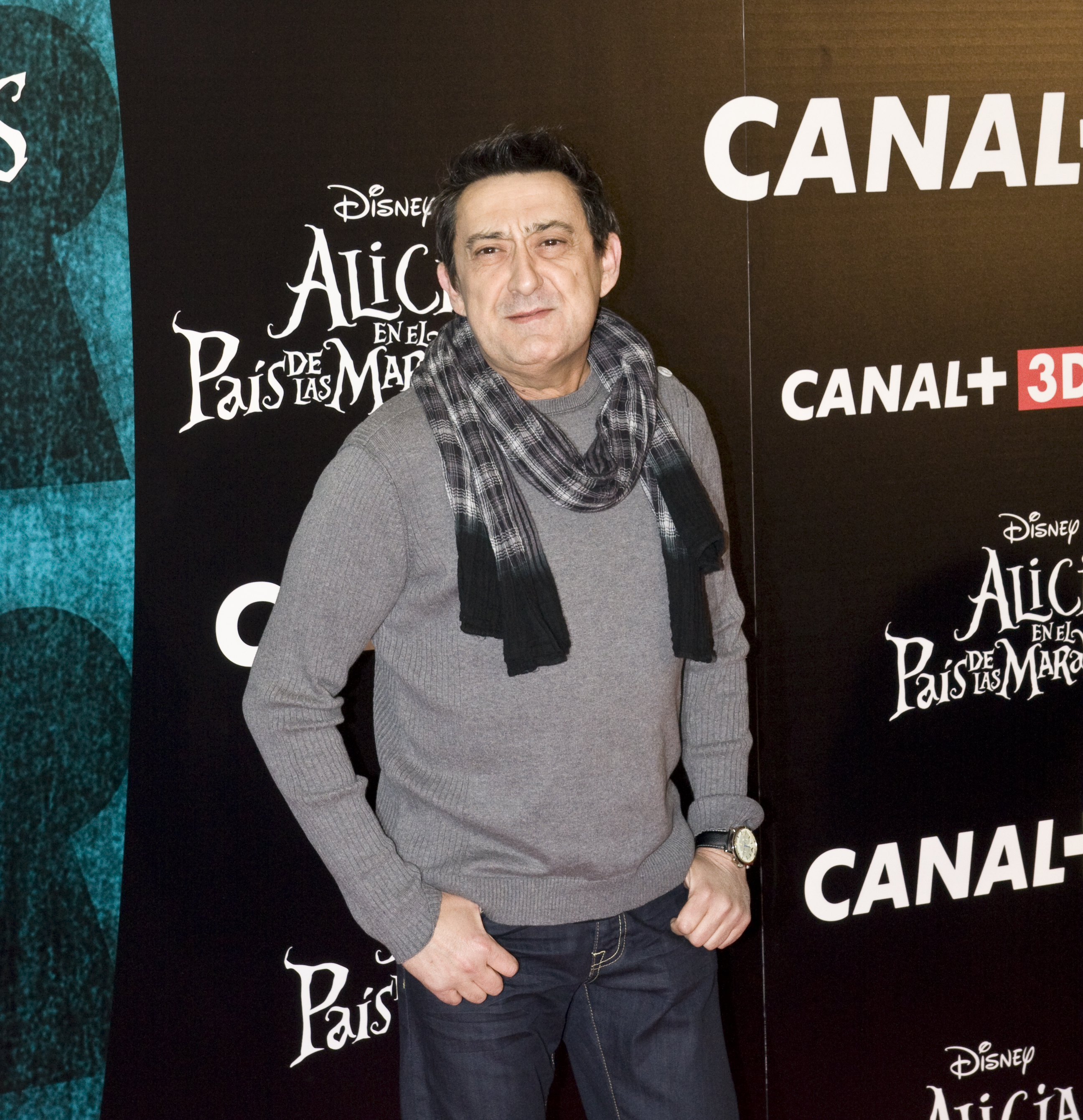
Mariano Peña

- 1960: Mariano Peña, actor español.
- 1961: José Luis Cuciuffo, futbolista argentino (f. 2004).
- 1961: Armin Veh, futbolista y entrenador alemán.
- 1961: Israel Tsvaygenbaum, artista ruso-estadounidense.

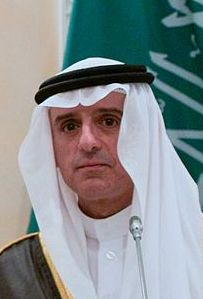
Adel al Jubeir

- 1962: Adel al Jubeir, político saudí.
- 1962: Manuel Amorós, futbolista francés de ascendencia española.
- 1963: Takashi Murakami, artista japonés.
- 1963: Fausto Romitelli, compositor italiano (f. 2004).
- 1964: Jani Lane, cantautor y compositor estadounidense de la banda Warrant (f. 2011).
- 1964: Linus Roache, actor británico.

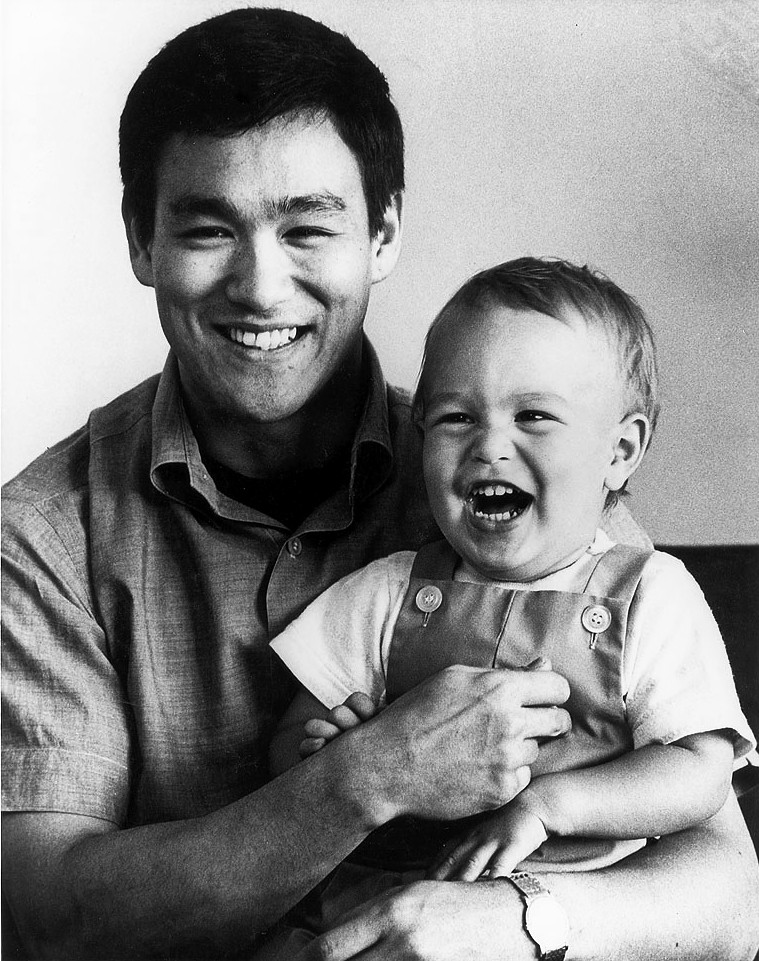
Brandon Lee en brazos de su padre Bruce.

- 1965: Brandon Lee, actor estadounidense (f. 1993).
- 1965: Estefanía Grimaldi, aristócrata monegasca.
- 1965: Sherilyn Fenn, actriz estadounidense.
- 1966: Michelle Akers, futbolista estadounidense.
- 1966: Donna Edmondson, modelo estadounidense.
- 1966: Rob Lee, futbolista británico.
- 1967: Laura Daners, periodista uruguaya (f. 2010).
- 1967: Meg Cabot, escritora estadounidense.
- 1967: Ulises Eyherabide, diseñador gráfico, arquitecto y músico de rock argentino, miembro de la banda Rescate (f. 2022).

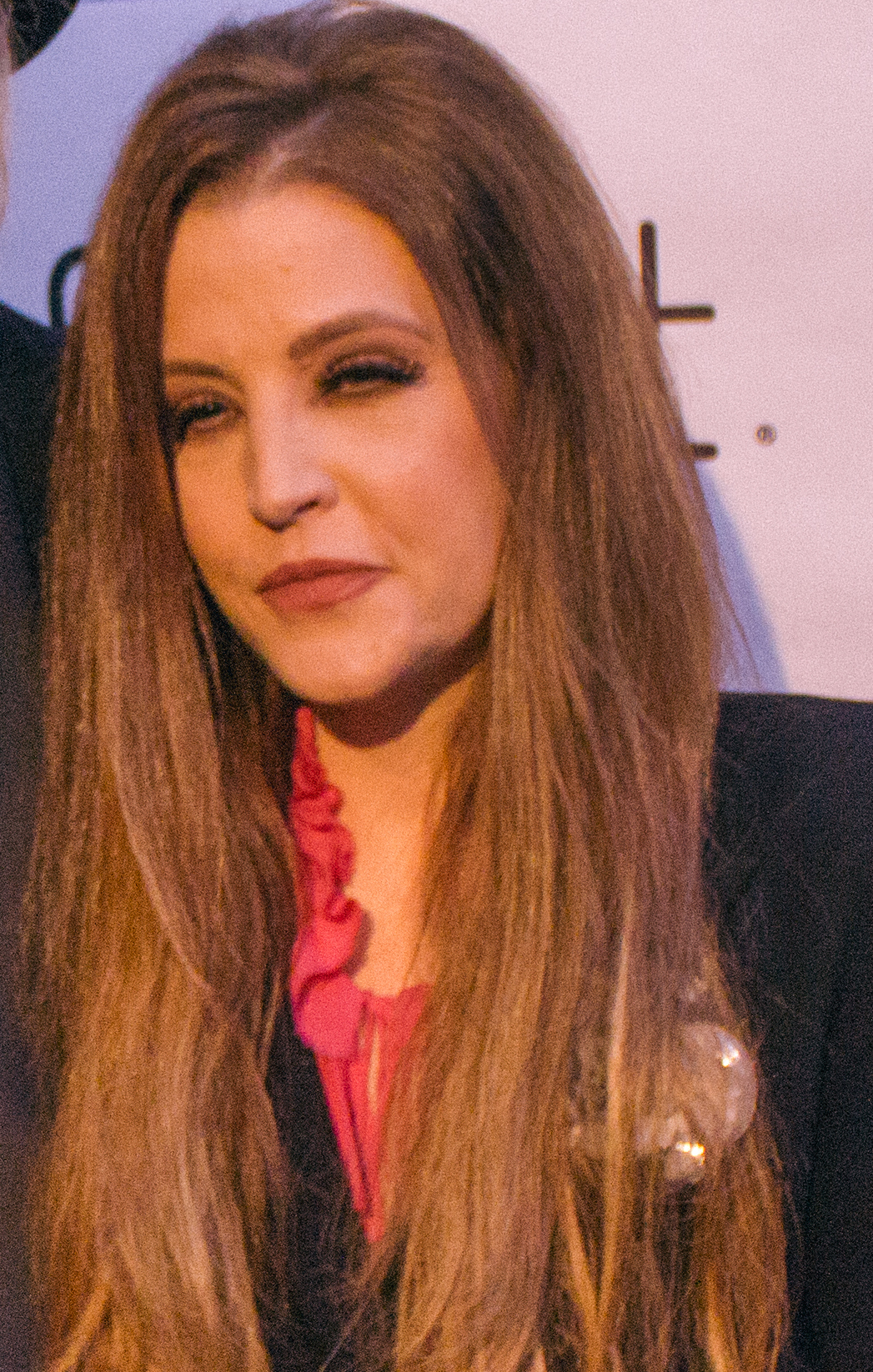
Lisa Marie Presley.

- 1968: Cheb Hasni, cantante argelino (f. 1994).
- 1968: Lisa Marie Presley, cantante y actriz estadounidense (f. 2023).
- 1968: Javier Sánchez Vicario, tenista español.

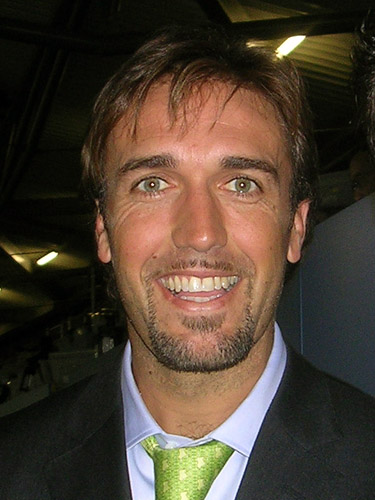
Gabriel Batistuta.

- 1969: Gabriel Batistuta, futbolista argentino.
- 1969: Brian Krause, actor estadounidense.
- 1969: Joshua Redman, saxofonista y compositor estadounidense de jazz.
- 1969: Patrick Wilson, músico estadounidense, de las bandas Weezer y The Special Goodness.
- 1970: Nico (Nicoleta Matei), cantante rumana.
- 1970: Malik Sealy, baloncestista estadounidense (f. 2000).

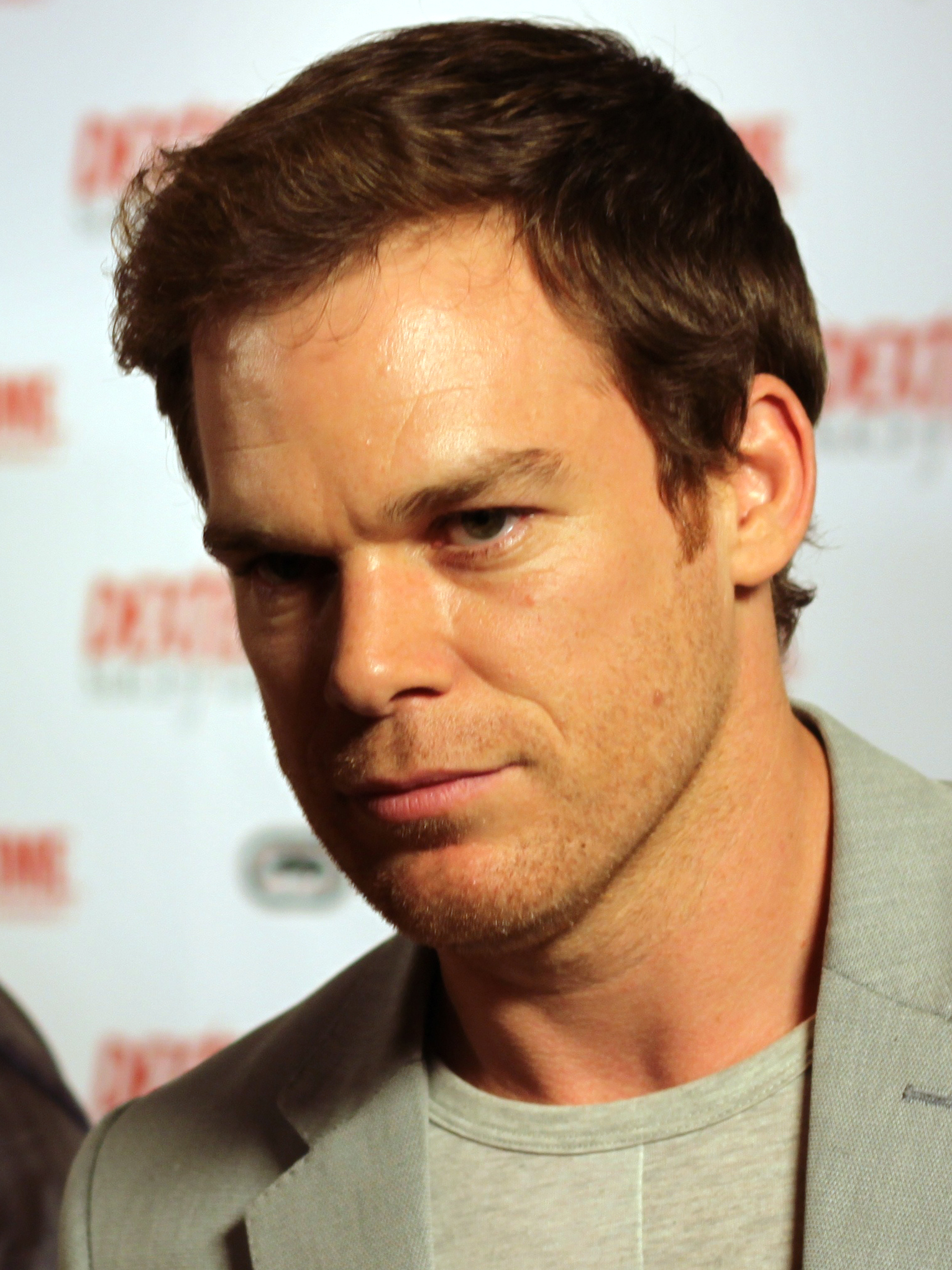
Michael C. Hall.

- 1971: Michael C. Hall, actor estadounidense.
- 1971: Hynden Walch, actriz estadounidense.
- 1971: Ron Welty, baterista estadounidense, de la banda The Offspring.
- 1971: Zlatko Zahovič, futbolista esloveno.
- 1972: Kami, músico japonés, baterista de la banda visual kei Malice Mizer (f. 1999).
- 1972: Tego Calderón, cantante puertorriqueño.
- 1972: Leymah Gbowee, activista liberiana, premio nobel de la paz en 2011.
- 1973: Andrew DeClercq, baloncestista estadounidense.
- 1973: Yuri Landman, lutier experimental neerlandés.
- 1973: Óscar Pérez Rojas, futbolista mexicano.
- 1973: Makiko Ōmoto, seiyū japonesa.

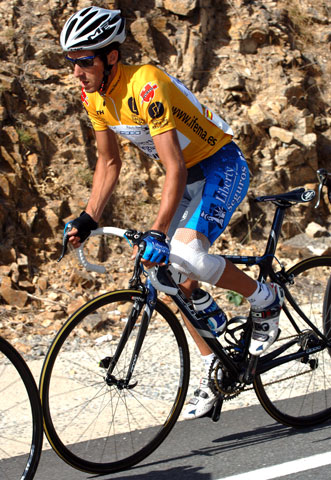
Roberto Heras.

- 1974: Roberto Heras, ciclista español.
- 1974: Walter McCarty, baloncestista estadounidense.
- 1974: David Meca, nadador español.
- 1974: Taras Lutsenko, futbolista ucraniano.
- 1975: Big Boi, rapero estadounidense, de la banda Outkast.
- 1975: Rodrigo Salinas, dibujante, actor, comediante y guionista chileno.
- 1976: Santiago Cruz, cantautor colombiano.
- 1976: Pavel Dobrý, futbolista checo.
- 1976: Giacomo Tedesco, futbolista italiano.
- 1977: Lari Ketner, futbolista estadounidense (f. 2014).
- 1977: Kevin Kilbane, futbolista irlandés.
- 1977: Libor Sionko, futbolista checo.
- 1977: Robert Traylor, baloncestista estadounidense (f. 2011).
- 1978: Ken Johnson, baloncestista estadounidense.
- 1978: K'naan, cantante somalí.
- 1978: Sergio Segura, futbolista español.
- 1979: Julie Augustyniak, futbolista estadounidense.
- 1979: Valentín Elizalde, cantante mexicano (f. 2006).
- 1979: Jason Isbell, cantante-compositor y guitarrista estadounidense.
- 1979: Rachelle Lefevre, actriz canadiense.
- 1979: Juan Silveira dos Santos, futbolista brasileño.

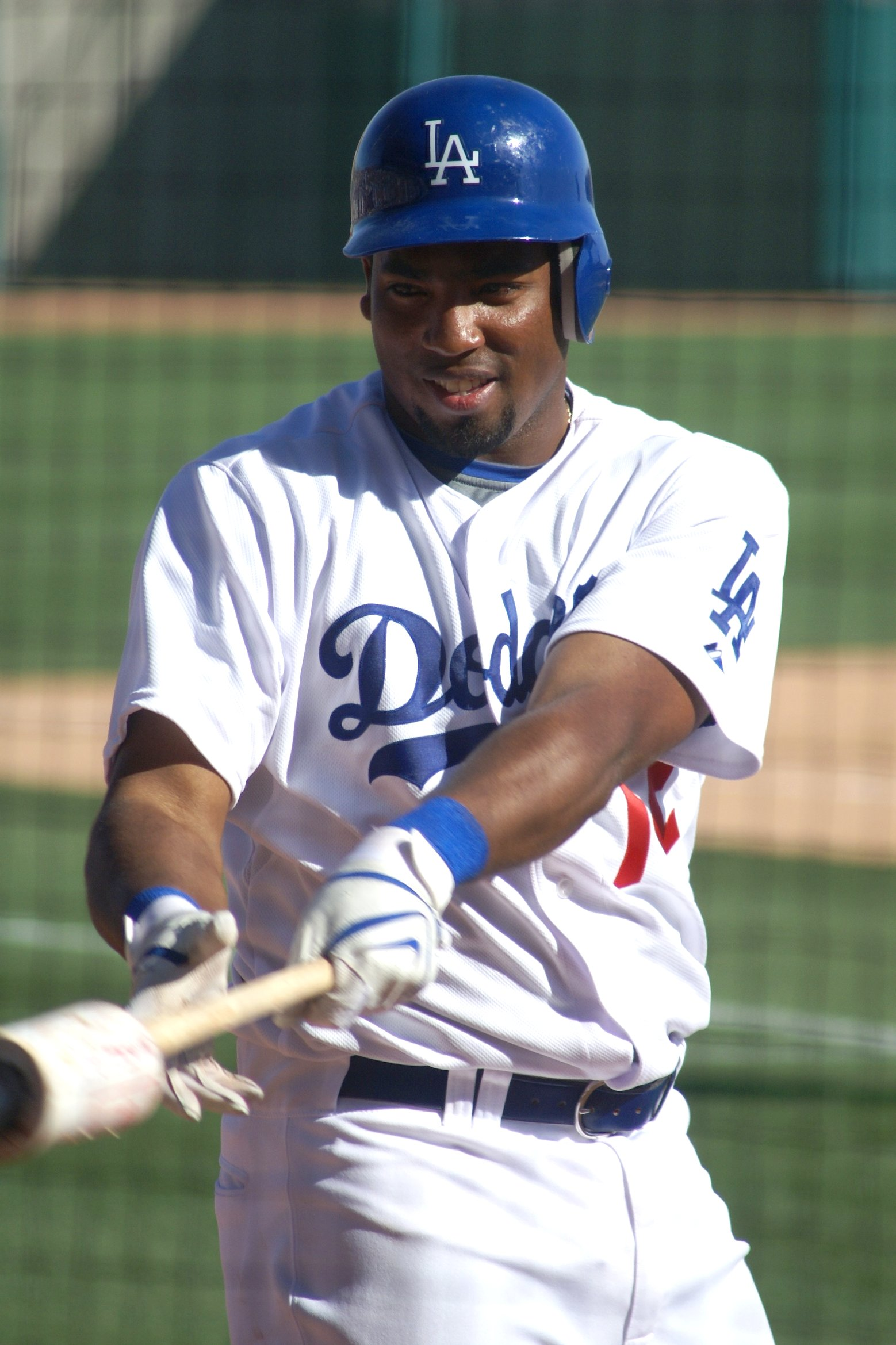
Héctor Luna.

- 1980: Héctor Luna, beisbolista dominicano.
- 1980: Moisés Muñoz, futbolista mexicano.
- 1980: Paulo da Silva, futbolista paraguayo.
- 1981: Christian Giménez, futbolista argentino.
- 1981: Hins Cheung, cantautor hongkonés.
- 1981: Lamá, futbolista angoleño.
- 1981: Nelson Pinto, futbolista chileno.
- 1981: Pablo Casado, abogado y político español.
- 1982: Gavin Henson, rugbista británico.
- 1982: Jean Machí, beisbolista venezolano.
- 1983: Iveta Benešová, tenista checa.
- 1983: Iñaki Eskudero, pelotari vasco.
- 1983: Kevin Martin, baloncestista estadounidense.
- 1983: Jurgen Van Den Broeck, ciclista belga.
- 1983: Andrew VanWyngarden, guitarrista y cantautor estadounidense, de la banda MGMT.

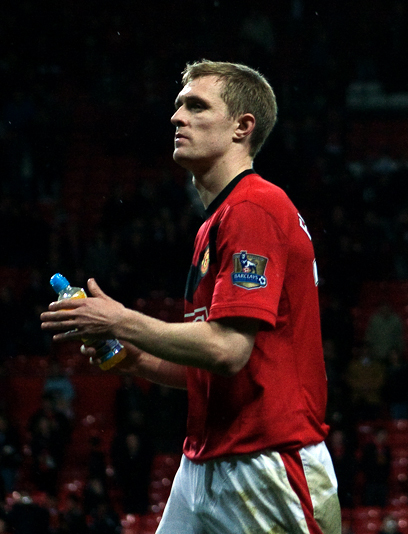
Darren Fletcher

- 1984: Darren Fletcher, futbolista británico.
- 1984: Lee Thompson Young, actor estadounidense (f. 2013).
- 1985: Linda Palma, presentadora de televisión y modelo colombiana.
- 1985: Jodi Gordon, actriz y modelo australiana.
- 1985: Karine Sergerie, artista marcial canadiense.
- 1985: Dean Shiels, futbolista norirlandés.
- 1986: Lauren Conrad, diseñadora de modas, presentadora de televisión y escritora estadounidense.

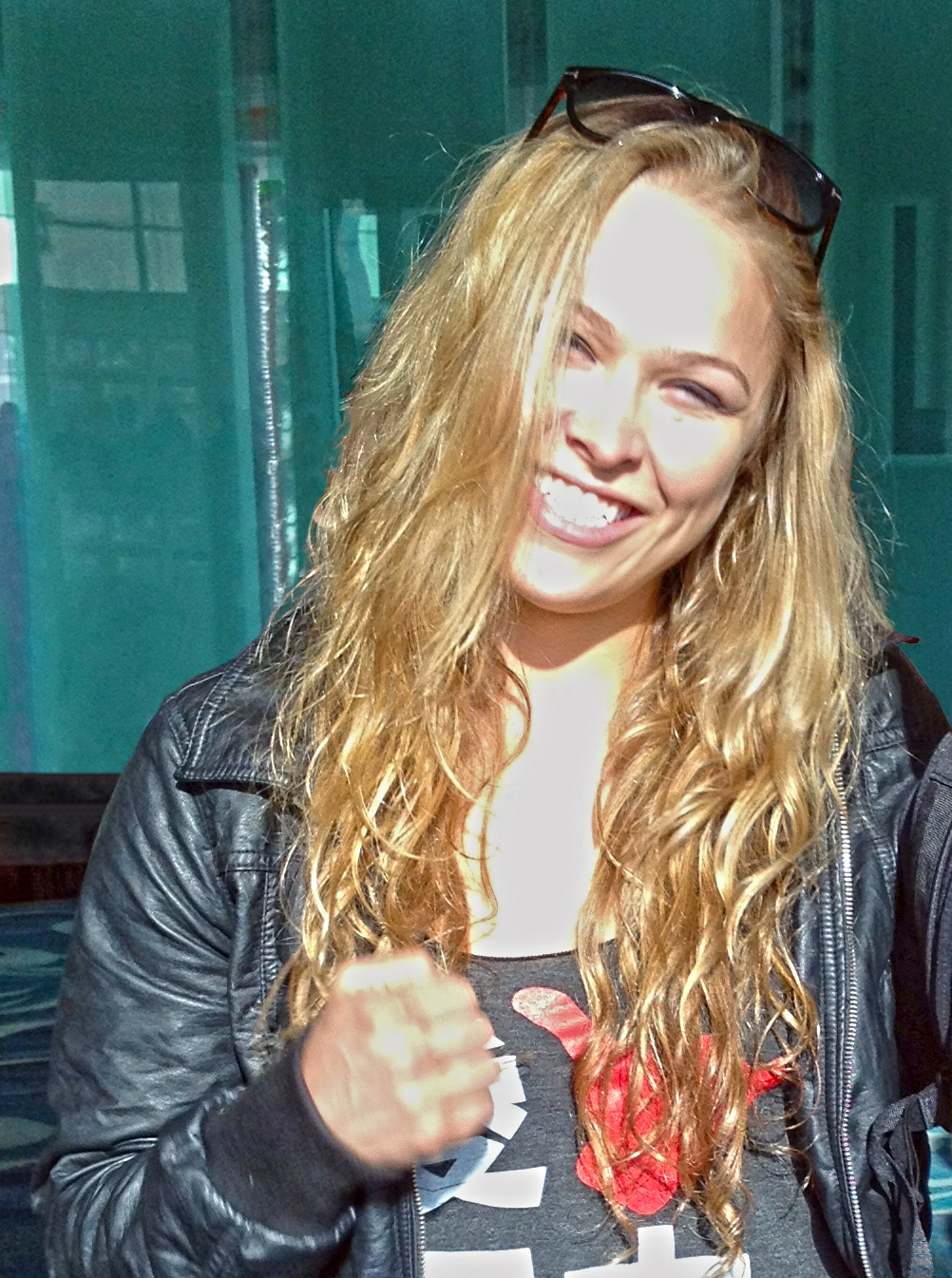
Ronda Rousey

- 1987: Costel Pantilimon, futbolista rumano.
- 1987: Giuseppe Rossi, futbolista italiano.
- 1987: Heather Morris actriz, cantante y bailarina estadounidense.
- 1987: Patrik Mráz, futbolista eslovaco.
- 1987: Ronda Rousey, expeleadora de MMA, luchadora profesional y actriz estadounidense.
- 1987: Sebastian Boenisch, futbolista polaco.
- 1987: Shiori Izawa, seiyu japonesa.
- 1987: Wu Jingyu, artista marcial chino.
- 1988: Giorgi Rekhviashvili, futbolista georgiano.
- 1989: Alfreð Finnbogason, futbolista islandés.
- 1989: Francisco Javier González Muñoz, futbolista español.
- 1989: Jonas Lössl, futbolista danés.
- 1989: Reza Haghighi, futbolista iraní.
- 1990: Laura Marling, cantautora británica.
- 1990: Duje Čop, futbolista croata.
- 1991: Luca Caldirola, futbolista italiano.
- 1991: Adisak Kraisorn, futbolista tailandés.
- 1991: Rogério Conceição do Rosário, futbolista brasileño.
- 1992: Patric Young, baloncestista estadounidense.
- 1992: Mao Ichimichi, actriz japonesa.
- 1992: Gilles Lentz, futbolista belga.
- 1992: Ali Ghazal, futbolista egipcio.
- 1993: Elisabeth Erm, modelo estonia.
- 1993: Ahmad Nourollahi, futbolista iraní.

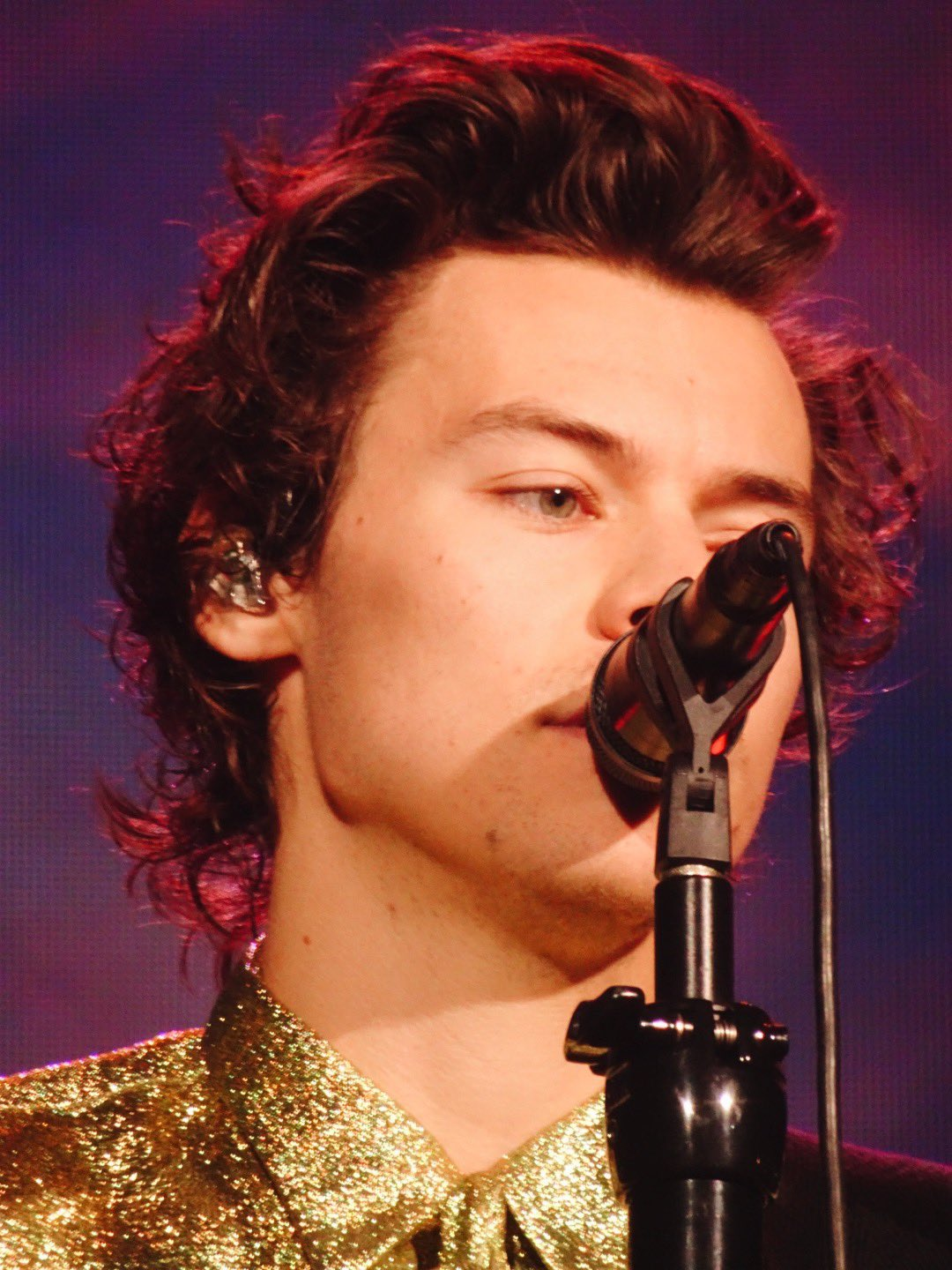
Harry Styles

- 1994: Anna-Lena Friedsam, tenista alemana.
- 1994: Harry Styles, cantautor británico.
- 1994: Uroš Đuranović, futbolista montenegrino.
- 1994: Ryō Yoshizawa, actor japonés.
- 1995: Oliver Heldens, disc jockey neerlandés.
- 1995: Ivica Ivušić, futbolista croata.
- 1995: Ryan Taylor, baloncestista estadounidense.
- 1996: Doyoung, integrante del grupo NCT.
- 1996: Rahart Adams, actor australiano.
- 1996: Dionne Bromfield, cantante británica.
- 1996: Jasim Al-Shaikh, futbolista bareiní.
- 1996: Alexander Schlager, futbolista austriaco.
- 1997: Jihyo, integrante del grupo Twice.
- 1997: Valeriya Aprielieva, nadadora ucraniana.
- 1997: Filip Dagerstål, futbolista sueco.
- 1997: Juan Ignacio Ramírez, futbolista uruguayo.
- 1997: Lee Dong-jun, futbolista surcoreano.
- 1997: Pedro Empis, futbolista portugués.
- 1998: Kipyegon Bett, atleta keniano.
- 1998: Joseph Paintsil, futbolista ghanés.
- 1998: Laura Freigang, futbolista alemana.
- 1998: Jazz Chisholm Jr., beisbolista bahameño.
- 1999: Ignacio Laquintana, futbolista uruguayo.
- 1999: Camilo Machado, futbolista colombiano.
- 1999: Ferran Jutglà, futbolista español.
- 1999: Tomoka Kuwazoe, atleta japonesa.
- 1999: Sara Franceschi, nadadora italiana.
- 1999: Mikel Sanz, baloncestista español.
- 2000: Paris Smith, actriz y cantante estadounidense.
- 2000: Anthony Olusanya, futbolista finlandés.
- 2000: Ebrima Colley, futbolista gambiano.
- 2000: Kun Temenuzhkov, futbolista búlgaro.
- 2000: Kiyoshiro Tsuboi, futbolista japonés.
- 2000: Denis Petrashov, nadador kirguís.
- 2000: Gavin Kilkenny, futbolista irlandés.
- 2000: Oleksandr Nazarenko, futbolista ucraniano.
- 2000: Oscar Pettersson, futbolista sueco.
- 2000: Simen Lyse, balonmanista noruego.
- 2001: Borja Sainz, futbolista español.
- 2002: Joan González, futbolista español.
- 2003: Daena Dyer, atleta jamaicana.
- 2004: Keylon Batiz, futbolista nicaragüense.
- 2004: Williot Swedberg, futbolista sueco.
- 2004: Andrés Caro, futbolista español.
- 2005: Andrés Felipe Alfonso Ciprían, futbolista colombiano.
- 2005: Cristo Muñoz, futbolista español.
- 2007: Lucía Almada, futbolista argentina.
- 2007: Matteo Cocchi, futbolista italiano.

## Fallecimientos
- 772: Esteban III, papa de la Iglesia católica entre 768 y 772 (n. 720).
- 850: Ramiro I, rey asturiano entre 842 y 850 (n. 790).
- 1248: Enrique II de Brabante, aristócrata neerlandés (n. 1207).

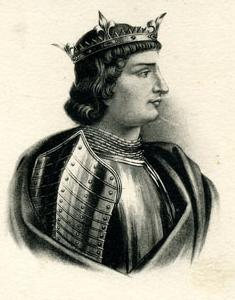
Carlos IV de Francia.

- 1328: Carlos IV de Francia y I de Navarra, rey francés entre 1322 y 1328 (n. 1294).
- 1542: Girolamo Aleandro, cardenal italiano (n. 1480).
- 1691: Alejandro VIII, papa de la Iglesia católica entre 1689 y 1691 (n. 1610).
- 1733: Augusto II el Fuerte, rey polaco (n. 1670).
- 1761: Pierre François Xavier de Charlevoix, historiador francés (n. 1682).
- 1767: Claude Pierre Goujet, religioso y escritor francés (n. 1697).
- 1782: José Antonio Galán, prócer neogranadino del siglo XVIII (n. 1741).

Mary Shelley.

- 1818: Giuseppe Gazzaniga, compositor italiano (n. 1743).
- 1851: Mary Shelley, escritora británica (n. 1797).
- 1871: Alexander Serov, compositor ruso (n. 1820).
- 1873: Gertrudis Gómez de Avellaneda, poetisa, novelista y dramaturga cubana (n. 1814).
- 1875: William Sterndale Bennett, compositor británico (n. 1816).
- 1886: Juan Esteban Pedernera, militar argentino (n. 1796).
- 1890: Inocencio María Yéregui, obispo español (n. 1833).
- 1897: Constantin von Ettingshausen, geólogo austríaco (n. 1826).
- 1902: Aníbal Zañartu, político chileno (n. 1847).
- 1903: George Gabriel Stokes, físico irlandés (n. 1819).
- 1908: Carlos I, rey portugués (n. 1863).
- 1908: Luis Felipe de Braganza, aristócrata portugués (n. 1887).
- 1917: Máximo Rosenstock Sube, político chileno (n. 1838).
- 1920: Adolf Albin, ajedrecista rumano (n. 1848).
- 1922: Yamagata Aritomo, militar japonés (n. 1838).
- 1922: William Desmond Taylor, actor y director estadounidense (n. 1872).

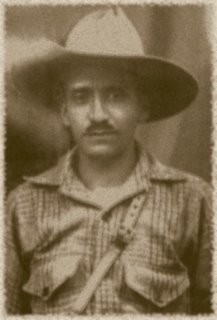
Farabundo Martí.

- 1932: Farabundo Martí, político revolucionario salvadoreño (n. 1893).
- 1936: Georgios Kondilis, político y general griego (n. 1878).
- 1938: Armando Palacio Valdés, escritor español (n. 1853).
- 1944: Piet Mondrian, pintor neerlandés (n. 1872).
- 1944: Michel-Dimitri Calvocoressi, escritor y crítico musical francés (n. 1877).
- 1945: Cirilo de Bulgaria, aristócrata búlgaro (n. 1895).
- 1953: Antonio Goicoechea y Cosculluela, político español (n. 1876).
- 1954: Edwin Armstrong, ingeniero electrónico e inventor estadounidense (n. 1890).
- 1957: Friedrich Paulus, general alemán (n. 1890).
- 1958: Clinton Davisson, físico estadounidense, premio Nobel de Física en 1937 (n. 1881).
- 1962: Moisés de Huerta, escultor español (n. 1881).
- 1965: Roberto Quiroga, cantante de tango y actor argentino (n. 1911).
- 1966: Hedda Hopper, actriz y columnista estadounidense (n. 1885).

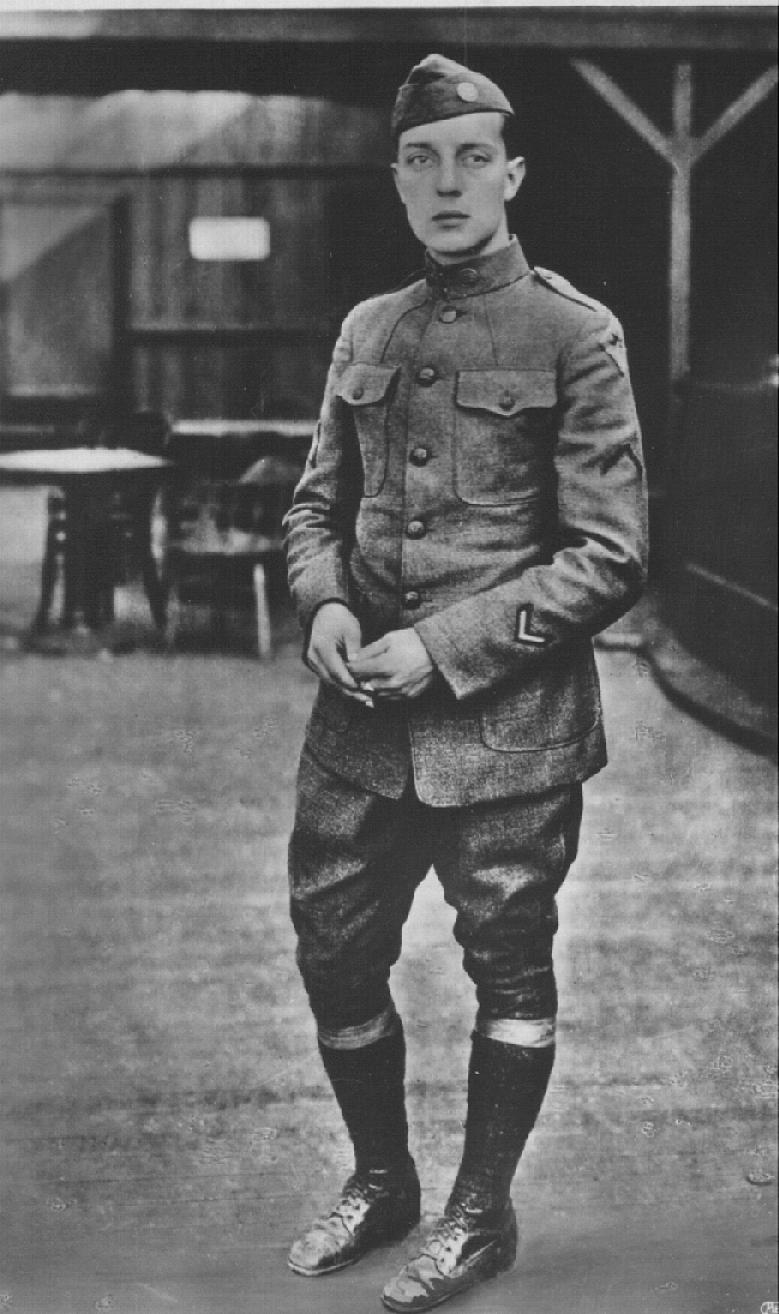
Buster Keaton.

- 1966: Buster Keaton, actor y cineasta cómico estadounidense (n. 1895).
- 1966: Alfonso Peña Boeuf, ingeniero de caminos y político español (n. 1888).
- 1970: Alfréd Rényi, matemático húngaro (n. 1921).
- 1976: Werner Heisenberg, físico alemán, premio nobel de Física en 1932 (n. 1901).
- 1976: George Hoyt Whipple, médico estadounidense, premio nobel de Medicina en 1934 (n. 1878).
- 1978: Jorge Cafrune, cantautor argentino (n. 1937).
- 1980: Gregorio Iujá-Yoná, campesino maya guatemalteco, torturado hasta morir (n. años 1950).
- 1980: Gastone Nencini, ciclista italiano (n. 1930).
- 1984: Pepita Muñoz, actriz argentina (n. 1899).
- 1986: Melchor Centeno Vallenilla, inventor venezolano (n. 1905).
- 1986: Alva Myrdal, política sueca, premio nobel de la Paz en 1982 (n. 1902).
- 1987: Alessandro Blasetti, cineasta italiano (n. 1900).
- 1988: Heather O'Rourke, actriz estadounidense, protagonista de Poltergeist (n. 1975).
- 1989: Elaine de Kooning, pintora estadounidense (n. 1918).
- 1989: Eduardo Franco, cantante uruguayo (n. 1945).
- 1989: Miguel Ligero, actor argentino (n. 1911).
- 1990: Antonio Ubieto Arteta, historiador y filólogo español (n. 1923).
- 1990: Serguéi Aleshkov, abogado y militar soviético (n. 1936).
- 1991: Carol Dempster, actriz estadounidense (n. 1901).
- 1992: Jean Hamburger, médico y ensayista francés (n. 1909).
- 1994: Orlando Marconi, actor, periodista y presentador de televisión argentino (n. 1929).
- 1995: Richey James Edwards, letrista y guitarrista, de la banda Manic Street Preachers (n. 1967).
- 1995: Joaquín de Entrambasaguas, filólogo español (n. 1904).
- 1995: Jaume Perich, dibujante y humorista español (n. 1941).
- 1997: Herb Caen, periodista estadounidense (n. 1916).
- 1999: Alejandro Galindo, cineasta mexicano (n. 1906).
- 1999: Paul Mellon, filántropo estadounidense (n. 1907).
- 1999: Augusto Ferrando, locutor de carrera hípica y animador peruano (n. 1919).
- 2000: Pablo Calvo, actor infantil español (n. 1949).
- 2001: Rafael Lapesa, lingüista y académico español (n. 1908).
- 2002: Hildegard Knef, actriz, cantante y escritora alemana (n. 1925).

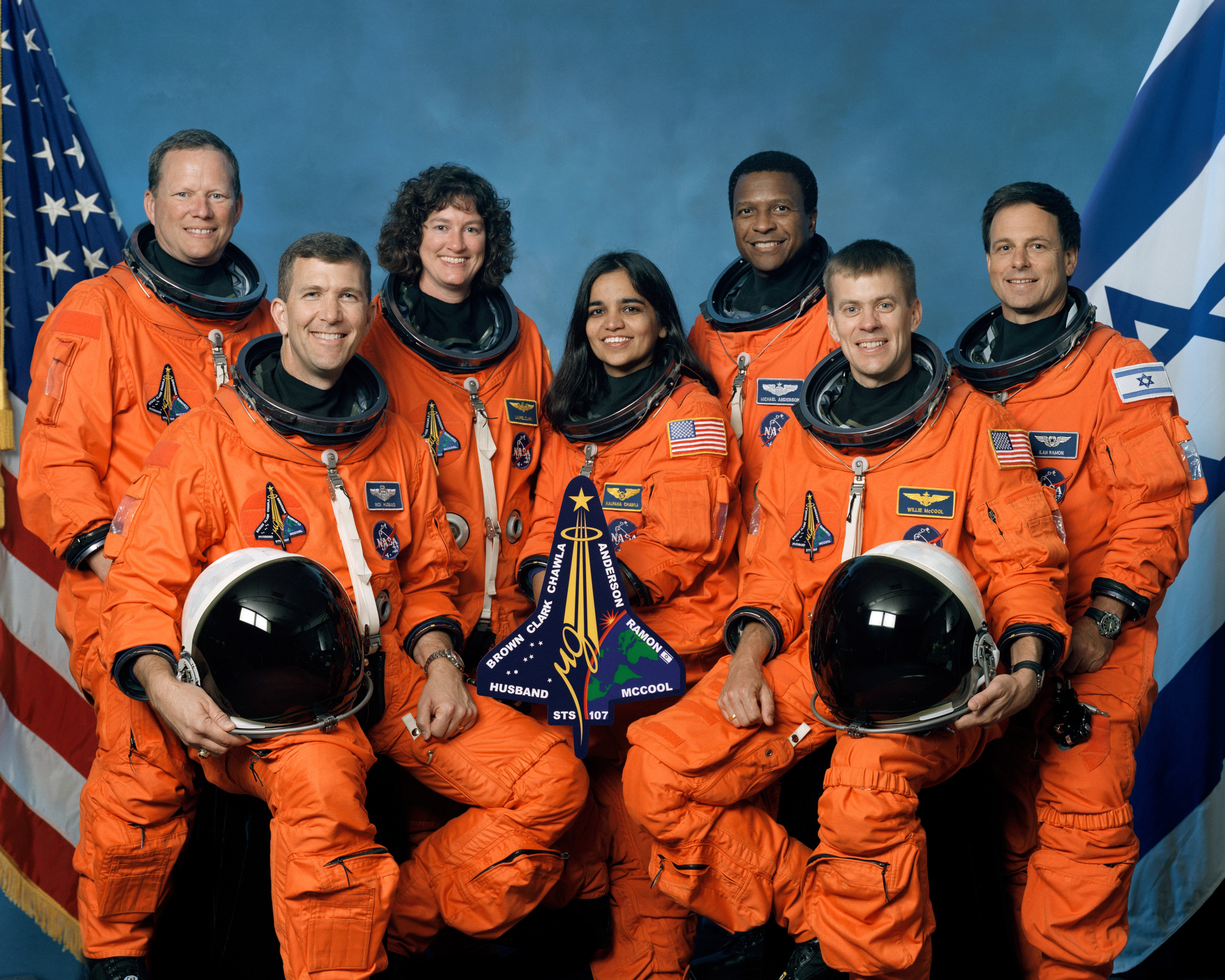
Tripulantes del Transbordador Columbia.

- 2003: Tripulantes durante el  accidente del transbordador espacial Columbia:
  - Michael P. Anderson, físico y astrónomo estadounidense (n. 1959).
  - David McDowell Brown, oficial militar, astronauta y médico estadounidense (n. 1956).
  - Kalpana Chawla, ingeniera espacial y astronauta india-estadounidense (n. 1961).
  - Laurel Clark, astronauta y médica estadounidense (n. 1961).
  - Rick Husband, astronauta e ingeniero estadounidense (n. 1957).
  - William McCool, oficial militar e ingeniero estadounidense (n. 1961).
  - Ilan Ramon,  militar y astronauta israelí (n. 1954).
- 2003: Adalberto Ortiz, novelista, poeta y diplomático ecuatoriano (n. 1914).
- 2006: Luis Alberto Costales, escritor y político ecuatoriano (n. 1926).

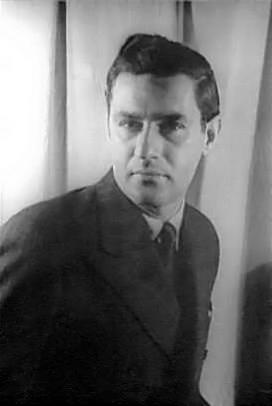
Gian Carlo Menotti.

- 2007: Gian Carlo Menotti, compositor ítalo-estadounidense (n. 1911).
- 2009: Lukas Foss, compositor y director de orquesta alemán (n. 1922).
- 2010: Rodolfo de Anda, actor y cineasta mexicano (n. 1943).
- 2010: David Brown, productor de cine estadounidense (n. 1916).
- 2012: Don Cornelius, productor de televisión estadounidense (n. 1936).
- 2012: Wisława Szymborska, poetisa polaca, premio nobel de Literatura en 1996 (n. 1923).
- 2013: Ed Koch, político estadounidense (n. 1924).
- 2014: Luis Aragonés, jugador y entrenador de fútbol español (n. 1938).
- 2014: Maximilian Schell, actor y director austríaco (n. 1930).
- 2016: Óscar Mejía Víctores, militar guatemalteco, presidente de Guatemala entre 1983 y 1986 (n. 1930).
- 2017: Étienne Tshisekedi, político congoleño (n. 1932)
- 2018: Fidel Castro Díaz-Balart, físico nuclear cubano (n. 1949).
- 2019: Jeremy Hardy, comediante británico (n. 1961).
- 2020: Andy Gill, guitarrista británico (n. 1956).
- 2021: Dustin Diamond, actor estadounidense (n. 1977).
- 2022: Lotfollah Safi Golpaygani, gran ayatolá iraní (n. 1919).
- 2022: Paolo Graziosi, actor de cine y teatro italiano (n. 1940).
- 2022: Shintarō Ishihara, escritor y político japonés (n. 1932).
- 2024: Carl Weathers, actor estadounidense (n. 1948).
- 2025: Horst Köhler, economista y político alemán, presidente de Alemania entre 2004 y 2010 (n. 1943).

## Celebraciones
- Día Mundial del Galgo.[5]

- Día Internacional del Cambio de Contraseña.[6] Esta fecha sirve para recordar la importancia de protegerse de los ataques cibernéticos y la vulnerabilidad de las nuevas tecnologías.

- Día Mundial del Hiyab.[7] Es una campaña que busca crear conciencia sobre el hiyab y desmantelar los estereotipos que lo rodean. Es una campaña que nació en el año 2013 para alentar a mujeres de todas las religiones a usar el hiyab o velo en señal de respaldo a las mujeres musulmanas. No obstante, hay quienes por el contrario exigen el día internacional “sin hiyab”[8] para concientizar sobre las condiciones en las que viven las mujeres de Medio Oriente bajo la estricta ley de la sharía.

- Semana Mundial de la Armonía Interconfesional.[9](Primera semana de febrero).
Comprensión mutua y diálogo entre todas las religiones, confesiones y creencias.[10]

 Por países
(Por orden alfabético)
- Argentina: 

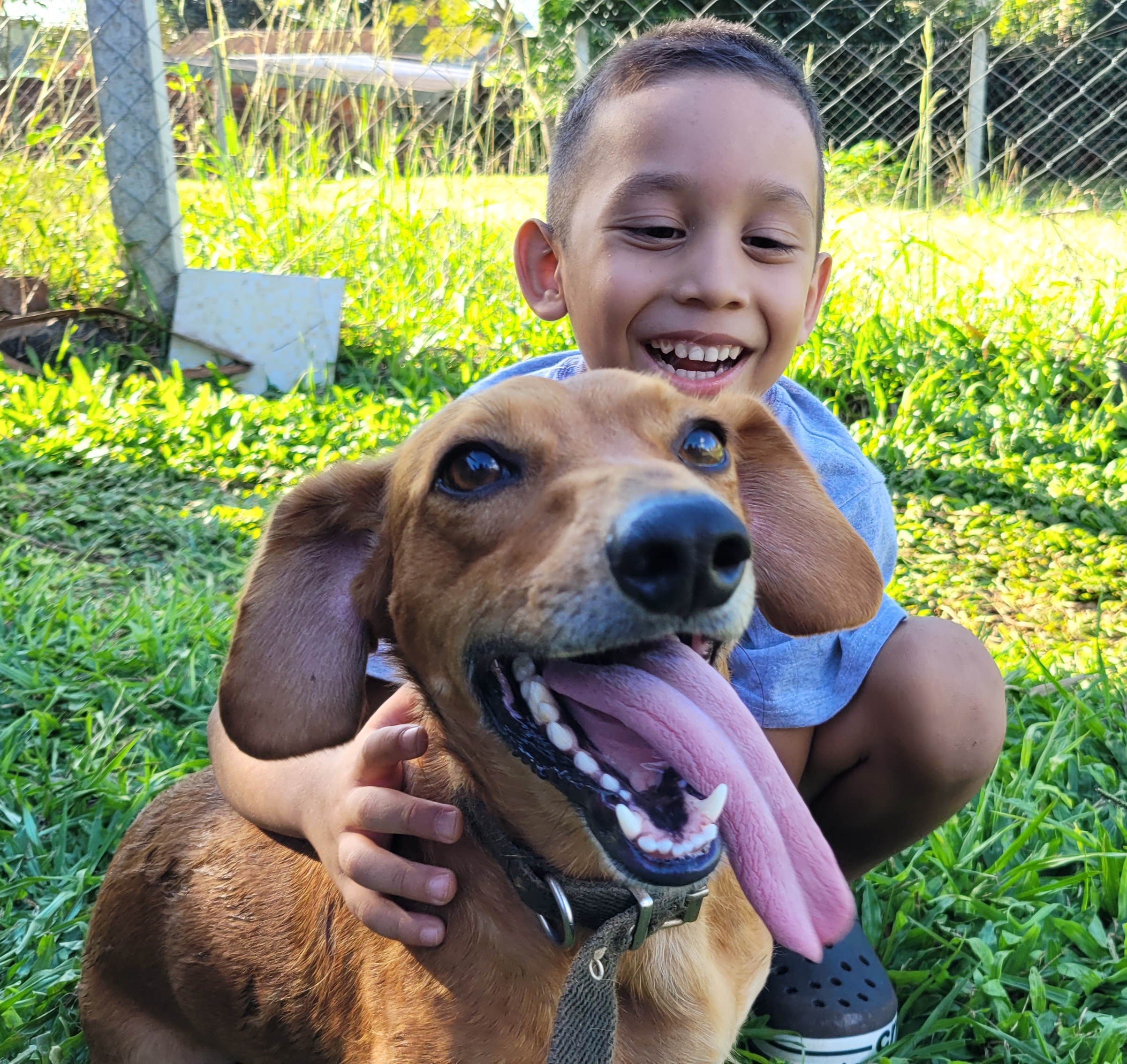
Argentina celebra el Día del Perro salchicha (Dachshund).

  - Día Nacional del Perro salchicha.[11]
  - Día del Trabajador Vitivinícola.[12] Festivo para quienes trabajan en viñedos y bodegas.

- Estados Unidos:
  - Día Nacional de la Libertad. En honor a la firma de la Enmienda 13 a la Constitución en 1856, que abolió la esclavitud en Estados Unidos.
(en inglés: National Freedom Day).
  - Día de Levantarse.
(en inglés: National Get Up Day).
  - Día de la Propiedad No Reclamada.
(en inglés: National Unclaimed Property Day).
  - Día del Seguro del automóvil.
(en inglés: Car Insurance Day).
  - Día del Chocolate negro.
(en inglés: National Dark Chocolate Day).
  - Día de Robinson Crusoe.
(en inglés: Robinson Crusoe Day).
    -  Día de Texas.
(en inglés: National Texas Day).

- Mauricio:
  - Abolición de la esclavitud.[13]

- México:
  - Día Nacional del Ajolote.[14]Salamandra en peligro de extinción, que en la mitología azteca simbolizaba el movimiento y la vida.

- Ruanda:
  - Día de los Héroes.[13]

Ancestrales
- Día de Imbolc.
Antigua festividad Celta asociada con el ritual de la Fertilidad. Simboliza la renovación, la purificación y la preparación para recibir con las mejores energías a la primavera.

### Santoral católico

Santa Brígida, Patrona de Irlanda.

- Santa Brígida de Irlanda.[15](imagen ilustrativa). (San Patricio es el santo patrono de ese país). Además, fue declarada Compatrona de Europa en 1999 por el papa San Juan Pablo II.
- San Agripano.[15]
- San Cecilio de Granada.[15]
- San Enrique Morse.[15]
- San Juan de Saint-Malo.[15]
- San Pablo de Saint-Paul-Trois-Châteaux.[15]
- San Raúl de Cambray.
- San Severo de Rávena.[15]
- San Sigeberto.[15]
- San Trifón.[15]
- San Urso de Aosta.[15]
- Santa Luna Bonilla.
- Beato Andrés de Segni.[15]
- Beata Juana Francisca de la Visitación Michelotti.[15]
- Beato Reginaldo de Orleans.[15]